# Солнок
Солнок (старо наименование Солноград) (на унгарски: Szolnok) е град в Централна Унгария, административен център на област Яс-Надкун-Солнок. Солнок е с население от 71 521 жители (по приблизителна оценка за януари 2018 г.) и площ от 187,23 km2. Солнок е разположен в абсолютния географски център на Алфьолд, като отстои на 100 km от столицата Будапеща, с която е свързан чрез две железопътни линии (през Уйсас и Чеглед). Климатът е континентален и се характеризира с горещо лято и студена зима.

## Побратимени градове
- Йонишкис, Литва
- Портсмът, САЩ
- Форли, Италия